# Free Studio
Free Studio é um software gratuito desenvolvido pela DVDVideoSoft Ltd., que reúne diversos aplicativos em um único programa. Os programas estão disponíveis em um pacote integrado, bem como os downloads que são separados.

## Visão Geral
Free Studio é composto por 47 programas, eles são agrupados em 8 seções:
1. YouTube
2. MP3 e Áudio
3. CD, DVD, BD
4. DVD e Vídeo
5. Fotos & Imagens
6. Telemóveis
7. Dispositivos Apple Inc.
8. 3D

A seção Telemóveis é a mais numerosa, pois contém 12 aplicações diferentes. A seção de DVD e vídeo é o segundo maior grupo, com 10 programas. No entanto, a seção YouTube, particularmente, os programas de download diretos do YouTube, ganhou mais popularidade entre os usuários.

## Confiabilidade
DVDVideoSoft assegura que cada programa gratuito oferecido é livre de spyware e adware. Os programas foram testados e aprovados por sites respeitáveis como Chip on-line, Tucows, SnapFiles, e Brothersoft Softonic e ganharam prêmios destes sites.

## Idiomas
O programa esta disponível em 12 idiomas (em ordem alfabética):
Alemão, Chinês simplificado, Chinês tradicional, Espanhol, Francês, Holandês, Inglês, Italiano, Japonês, Português, Polaco, Russo